# Bakos Klára
Bakos Klára (Balassagyarmat, 1951. szeptember 18. –) magyar könyvtáros, könyvtárigazgató.

## Életpályája
1970–1976 között az Eötvös Loránd Tudományegyetem Bölcsészettudományi Kar magyar-filozófia szakos hallgatója volt. 1975–1979 között a Kohó- és Gépipari Minisztérium Informatikai Intézet módszertani munkatársa volt. 1979–1999 között a Zrínyi Miklós Nemzetvédelmi Egyetem Központi Könyvtárában szerkesztő, informatikai csoportvezető és igazgató-helyettes volt. 1989–1993 között az Eötvös Loránd Tudományegyetem könyvtár szakán tanult. 1999–2015 között a Zrínyi Miklós Nemzetvédelmi Egyetem Központi Könyvtár igazgatója volt. 2003–2015 között a Magyar Könyvtárosok Egyesületének elnöke volt.

## Családja
Szülei: Bakos Béla és Major Márta voltak. 1977-ben házasságot kötött Piero Cabello-val. Egy fiuk született: David (1984).

## Díjai, kitüntetései
- MKE Emlékérem (2001)
- Szinnyei József-díj (2006)
- A Magyar Érdemrend lovagkeresztje (2012)
- A Könyvtárügyért (2015)